# ZNF559-ZNF177
ZNF559-ZNF177 (англ. Protein ZNF559-ZNF177) – білок, який кодується однойменним геном, розташованим у людей на короткому плечі 19-ї хромосоми. Довжина поліпептидного ланцюга білка становить 82 амінокислот, а молекулярна маса — 8 980.
| 10         |  | 20         |  | 30         |  | 40         |  | 50         |
| ---------- |  | ---------- |  | ---------- |  | ---------- |  | ---------- |
| MRITAAILTA |  | RSRWRLRNSI |  | SAFLFTVTFA |  | WCPPGLSNLT |  | ILSCPGLGIS |
| KQEEGLGEES |  | DEQGEGSQGW |  | SEIQEMRSCC |  | VA         |  |            |

A: Аланін

C: Цистеїн

D: Аспарагінова кислота

E: Глутамінова кислота

F: Фенілаланін

G: Гліцин

I: Ізолейцин

K: Лізин

L: Лейцин

M: Метіонін

N: Аспарагін

P: Пролін

Q: Глутамін

R: Аргінін

S: Серин

T: Треонін

V: Валін